# Velike Žablje
Velike Žablje, (v italijanščini med obema vojnama Sable grande, v habsburški dobi v nemščini Große Sablie) je naselje v Sloveniji, naselje (naselje) Občine Ajdovščine. Lokacija, ki se nahaja na 87,5 metrov nadmorske višine. in 21,2 km od italijanske meje se nahaja na severnem pobočju Vipavskih gričev, 6,4 km od občinske prestolnice. Je glavno mesto ene od 28 krajevnih skupnosti, na katere je občina razdeljena.

## Zgodovina
Današnje Velike Žablje se v srednjeveških virih omenjajo kot vas Chrotenhulben, ki je bila v posesti Goriških grofov, ki so jo dajali v fevd Rihemberškim gospodom med leti 1250 in 1371. V habsburški dobi so bile Velike Žablje sprva samostojna katastrska občina v okviru Goriške in Gradiške grofije (sprva del Kraljevine Ilirije, nato pa od leta 1849 avstrijske obale). Kasneje je bilo območje združeno z občino Heiligenkreuz,(Sveti Križ), nato pa je bilo v prvem desetletju 20. stoletja vrnjeno v avtonomno občino, vključeno v sodni okraj Ajdovščina in politični okraj Gorica. V tem obdobju je bilo poznano pod slovenskim toponimom Velike Žablje in nemškim Große Sablie.
Leta 1920, po prvi svetovni vojni in Rapalski pogodbi, je postala del Kraljevine Italije, tako kot ostala regija. Ime mesta so najprej spremenili v Veliche Zablie in nato leta 1923 v Sable grande. Istega leta je bila občina vključena v Goriško okrožje Furlanije, da bi leta 1927 prešla v ponovno ustanovljeno Goriško deželo, pri čemer je vedno ohranila isto ozemlje habsburške dobe. Bila je samostojna občina do leta 1928, ko je bila ukinjena in združena v Santa Croce di Aidussina.
Leta 1947, po drugi svetovni vojni in Pariških pogodbah, je občina prešla k Jugoslaviji. Od leta 1991 je del Slovenije.

## Prebivalstvo
Etnična sestava 2009:

Slovenci: 316 (97,2 %)

Muslimani: 30 

Črnogorci: 3 

Hrvati: 3 

Srbi: 2 

Neznano: 8 

neopredeljeni: 2
Izvor imena: Od vodnih živali so bile toponomastično najproduktivnejše ribe in raki, vendar se kraji imenujejo tudi po žabah, npr. Žablje. S tega lahko sklepamo, da so Velike  Žablje dobile ime po velikih žabah, ki so tam živele.